# María Elena
María Elena è un comune del Cile della provincia di Tocopilla nella Regione di Antofagasta.

## Popolazione
Al censimento del 2002 possedeva una popolazione di 7.530 abitanti.